# La Filature (film)
Pour l’article homonyme, voir La Filature.
Pour plus de détails, voir Fiche technique et Distribution.
La Filature ou Les 2 de Pique (Skiptrace 絕地逃亡) est un film américano-sino-hongkongais réalisé par Renny Harlin, sorti en 2016.
Le film suit un policier de Hong-Kong (Jackie Chan) qui fait équipe avec un Américain, (Johnny Knoxville) chapardeur, accro au jeu et futé pour arrêter le patron de la pègre qui a tué son partenaire et enlevé la fille (Fan Bingbing) de celui-ci.

## Synopsis
Le policier hongkongais Bennie Chan (Jackie Chan) traque depuis plus de dix ans un célèbre criminel surnommé « le Matador », responsable de la mort de son partenaire Yung (Eric Tsang) huit ans plus tôt. Bennie croit connaitre sa véritable identité : l’homme d’affaires Victor Wong (Winston Chao) . Quand la fille de ce dernier, Samantha (Fan Bingbing), a des ennuis avec le syndicat criminel de Wong, Bennie doit traquer un joueur américain, Connor Watts (Johnny Knoxville), qui se fraye un chemin à travers les casinos chinois. Il est témoin de la mort d'une femme nommée Esther Yee dans le casino de Wong à Macao. Cependant, avant que Bennie ne puisse le retrouver, Connor est enlevé par un roi russe pour répondre de la grossesse de sa fille.
Après avoir intercepté plusieurs Russes, Bennie sauve Connor. Bennie court contre la montre pour ramener Connor de la Russie à Hong Kong. Mais après que Connor a volé le passeport de Bennie et qu’il le brûle, le couple improbable est obligé de se rendre à pied en Mongolie intérieure. En voyage, Connor révèle qu'il a un téléphone qu'Esther lui a donné avant sa mort. Bennie apprend que la seule personne capable de déverrouiller ce téléphone n'est autre que le "Matador". Quelques jours plus tard, ils tentent de se rendre en Chine, mais ils sont capturés par la police et sauvés par une femme sibérienne et son gang. Ils traversent une rivière jusqu'à ce qu'ils se rendent dans un village pendant un festival. Willie les poursuit.
Connor voit Wong aux nouvelles et le reconnaît comme le meurtrier d'Esther. Bennie apprend que Samantha a été enlevée par le bras droit de Wong, Willie et ses hommes, menaçant de la tuer si Bennie refuse de ramener le téléphone à Hong Kong. Connor se sépare de Bennie, lui donnant des preuves qui pourraient mener à l'arrestation de Wong. Atteindre Hong Kong s'avère plus difficile que prévu cependant et malheureusement, leur plan échoue alors que le téléphone refuse l'accès à l'empreinte de Wong, ce qui signifie qu'il n'est pas du tout le "Matador". Bennie est détenu mais il s’échappe plus tard avec l’aide de Connor et suit un indice sur la situation de Samantha.
La collègue de Bennie, Leslie, l'informe que leur capitaine de police, Tang (Michael Wong), travaille actuellement avec Wong. Bennie et Connor se faufilent dans le chantier naval où se trouve l’organisation criminelle de Matador alors que les témoins de Bennie risquent de se faire  tuer. Les deux sont alors détenus par les hommes. Là, Bennie découvre que "Matador" a toujours été le défunt Yung. Après que ce dernier a avoué à Bennie avoir simulé sa mort, il va trouver Samantha enfermée dans une pièce. En voyant son père, Samantha est frustrée quand elle apprend qu'il a simulé sa mort pour travailler comme patron de l'organisation criminelle. Lorsqu'un petit bateau à moteur heurte le cargo, le compartiment commence à être inondé et Yung verrouille Samantha juste au moment où l'eau pénètre dans la pièce. La bagarre s'ensuit avec les chinois lorsque les gangsters russes apparaissent, révélant que Connor n'est plus leur ennemi. La police les entourant, Bennie et Yung travaillent ensemble pour empêcher Samantha de se noyer dans un navire en perdition, Yung se suicide en se noyant pour éviter d'être capturé. Les autorités arrêtent alors Tang et Willie.
Connor retourne en Russie pour voir le bébé de la fille du parrain russe, il découvre alors qu'il n'est pas le père. Plus tard, Connor et Samantha surprennent Bennie à sa ferme, lui fournissant des alpagas pour l'aider à réaliser son rêve de mener une ferme d'alpaga. Il est alors assommé par Connor et laissé entre les mains de Leslie avant de partir avec Samantha.

## Fiche technique
Sauf indication contraire, les informations mentionnées dans cette section peuvent être confirmées par la base de données cinématographiques IMDb,  présente dans la section « Liens externes ».
- Titre québécois : Les 2 de Pique
- Titre original chinois : 絕地逃亡
- Titre original anglophgone : Skiptrace
- Titre français : La Filature
- Titre international : Skiptrace
- Réalisation : Renny Harlin
- Scénario : Jay Longino, BenDavid Grabinski et Wen-Chia Chang
- Musique : Chan Kwong-wing
- Photographie : Chan Kwok-Hung (en) et Lam Ching-ying
- Production : Jackie Chan et Charlie Cocker
- Sociétés de production : Cider Mill Pictures, Dasym Entertainment
- Société de distribution : Saban Films (Etats-Unis)
- Pays d'origine :  Chine,  États-Unis,  Hong Kong
- Langues originales : mandarin, anglais
- Format : couleur - 2,35:1 - son Dolby Digital
- Genre : comédie policière
- Durée : 90 minutes
- Budget : 32 millions de dollars
- Dates de sortie :
  - Chine : 21 juillet 2016
  - États-Unis : 2 septembre 2016
  - France : 17 novembre 2016 (sur Netflix)

## Distribution
- Jackie Chan  (VF : William Coryn ; VQ : François L'Écuyer) : Benny Chan
- Johnny Knoxville : (VF : Emmanuel Curtil ; VQ : Martin Watier) : Connor Watts
- Fan Bingbing (VF : Kahina Tagherset) : Samantha
- Eric Tsang : Yung
- Eve Torres (VF : Josy Bernard ; VQ : Mélanie Laberge) : Dasha
- Winston Chao (VQ : Sylvain Hétu) : Victor Wong
- Yeon Jung-hoon (VF : Pascal Nowak) : Gimpy Willis
- Shi Shi (VF : Audrey Sablé) : Leslie
- Michael Wong : le capitaine Tang
- Dylan Kuo : Esmon
- Zhang Lanxin : Ting
- Charlie Rawes : Sergueï
- Sara Maria Forsberg : Natalya
- Jai Day : Vladimir
- Mikhaïl Gorevoï : Dima
- Richard Ng : l'homme dans le bus avec l'urne (caméo)

 Source et légende : version française (VF) sur RS Doublage

## Production

### Genèse et développement
Le projet est annoncé en mai 2013. Il est présenté comme une production sino-américaine réalisée par Sam Fell, avec Jackie Chan et Fan Bingbing. En octobre 2013, la participation de Seann William Scott est annoncée. En septembre 2014, Johnny Knoxville remplace finalement Seann William Scott.

### Tournage
Le tournage débute en septembre 2014, en Chine. Il a également lieu en Mongolie et à Hong Kong.
Le 17 décembre 2014, un sampan transportant des membres de l'équipe chavire. Alors que les sept autres occupants rejoignent la rive à la nage, le directeur de la photographie Chan Kwok-Hung (en) se noie,. Il est remplacé par Lam Ching-ying pour le reste du tournage.

## Accueil

### Critique
Le film reçoit des critiques mitigées. Sur l'agrégateur américain Rotten Tomatoes, il récolte 38% d'opinions favorables pour 32 critiques et une note moyenne de 4,53⁄10. Sur Metacritic, il obtient une note moyenne de 50⁄100 pour 9 critiques.

### Box-office
Très gros succès en Chine, le film a rapporté près de 140 millions de dollars dans le monde.
| Pays ou région | Box-office    | Date d'arrêt du box-office | Nombre de semaines |
| -------------- | ------------- | -------------------------- | ------------------ |
| Chine          | 129 014 985 $ |                            |                    |
| Total mondial  | 136 579 287 $ | -                          | -                  |

## Commentaire
Le film est dédié à la mémoire du directeur de la photographie Chan Kwok-Hung (en), décédé durant le tournage.